# Ethomela
Ethomela is een geslacht van kevers uit de familie bladkevers (Chrysomelidae).
De wetenschappelijke naam van het geslacht werd in 1916 gepubliceerd door Arthur Mills Lea.

## Soorten
- Ethomela lucecca Daccordi, 2003